# Eptatretus
Eptatretus là một chi cá mút đá myxin lớn.

## Loài
Hiên nay có 49 loài được ghi nhận trong chi này
- Eptatretus alastairi Mincarone & Fernholm, 2010
- Eptatretus ancon (H. K. Mok, Saavedra-Diaz & Acero P, 2001)
- Eptatretus astrolabium Fernholm & Mincarone, 2010
- Eptatretus atami (Dean, 1904) (Brown hagfish)
- Eptatretus bischoffii (A. F. Schneider, 1880)
- Eptatretus bobwisneri Fernholm, Norén, S. O. Kullander, Quattrini, Zintzen, C. D. Roberts, H. K. Mok & C. H. Kuo, (in press)[3]
- Eptatretus burgeri (Girard, 1855) (Inshore hagfish)
- Eptatretus caribbeaus Fernholm, 1982
- Eptatretus carlhubbsi (C. B. McMillan & Wisner, 1984) (Giant hagfish)
- Eptatretus cheni (S. C. Shen & H. J. Tao, 1975)
- Eptatretus chinensis C. H. Kuo & H. K. Mok, 1994
- Eptatretus cirrhatus (J. R. Forster, 1801) (Broadgilled hagfish)
- Eptatretus deani (Evermann & Goldsborough, 1907) (Black hagfish)
- Eptatretus eos Fernholm, 1991
- Eptatretus fernholmi (C. H. Kuo, K. F. Huang & H. K. Mok, 1994)
- Eptatretus fritzi Wisner & C. B. McMillan, 1990 (Guadalupe hagfish)
- Eptatretus goliath Mincarone & D. J. Stewart, 2006 (Goliath hagfish)
- Eptatretus gomoni Mincarone & Fernholm, 2010
- Eptatretus grouseri C. B. McMillan, 1999
- Eptatretus hexatrema (J. P. Müller, 1836) (Sixgill hagfish)
- Eptatretus indrambaryai Wongratana, 1983
- Eptatretus lakeside Mincarone & McCosker, 2004
- Eptatretus laurahubbsae C. B. McMillan & Wisner, 1984
- Eptatretus longipinnis Strahan, 1975 (Longfinned hagfish)
- Eptatretus luzonicus Fernholm, Norén, S. O. Kullander, Quattrini, Zintzen, C. D. Roberts, H. K. Mok & C. H. Kuo, (in press)[3]
- Eptatretus mcconnaugheyi Wisner & C. B. McMillan, 1990 (Shorthead hagfish)
- Eptatretus mccoskeri C. B. McMillan, 1999
- Eptatretus mendozai Hensley, 1985
- Eptatretus menezesi Mincarone, 2000
- Eptatretus minor Fernholm & C. L. Hubbs, 1981
- Eptatretus moki C. B. McMillan & Wisner, 2004
- Eptatretus multidens Fernholm & C. L. Hubbs, 1981
- Eptatretus nanii Wisner & C. B. McMillan, 1988
- Eptatretus nelsoni (C. H. Kuo, K. F. Huang & H. K. Mok, 1994)
- Eptatretus octatrema (Barnard, 1923) (Eightgill hagfish)
- Eptatretus okinoseanus (Dean, 1904)
- Eptatretus polytrema (Girard, 1855) (Fourteen-gill hagfish)
- Eptatretus profundus (Barnard, 1923) (Fivegill hagfish)
- Eptatretus sheni (C. H. Kuo, K. F. Huang & H. K. Mok, 1994)
- Eptatretus sinus Wisner & C. B. McMillan, 1990 (Cortez hagfish)
- Eptatretus springeri (Bigelow & Schroeder, 1952) (Gulf hagfish)
- Eptatretus stoutii (Lockington, 1878) (Pacific hagfish)
- Eptatretus strahani C. B. McMillan & Wisner, 1984
- Eptatretus strickrotti Møller & W. J. Jones, 2007 (Strickrott's hagfish)
- Eptatretus taiwanae (S. C. Shen & H. J. Tao, 1975)
- Eptatretus walkeri C. B. McMillan & Wisner, 2004
- Eptatretus wayuu (H. K. Mok, Saavedra-Diaz & Acero P, 2001)
- Eptatretus wisneri (C. H. Kuo, K. F. Huang & H. K. Mok, 1994)
- Eptatretus yangi (H. T. Teng, 1958)